# فرودگاه صحرایی ایمولا
فرودگاه صحرایی ایمولا (به انگلیسی: Immola Airfield) (به زبان بومی: Immolan lentokenttä) یک فرودگاه است که یک باند فرود آسفالت و شن دارد و طول باند آن ۱۰۹۰ متر است. این فرودگاه در کشور فنلاند قرار دارد و در ارتفاع ۱۰۳ متری از سطح دریا واقع شده‌است.